# 冯孟颛
冯孟颛（1886年—1962年），名贞群，字孟颛，以字行，又字曼孺或曼儒，号伏跗居士、妙有子、孤独老人，晚清民国文史学家、目录学家，以系统整理天一阁藏书而知名学界，其藏书楼伏跗室为民国时期中国最大私家藏书楼之一。

## 生平
籍貫宁波府慈溪县慈城镇。其父在松江府督办盐务，亦官亦商，冯因此生于松江府（今属上海市），冯父在冯8岁时去世。叔父为晚清民国国学家、海派诗人冯君木，而北大哲学系主任冯定是其族弟。1903年17岁，冯考中晚晴秀才。冯继承家业成为钱庄经理。入同盟会，辛亥革命之后任宁波军政府参议员。1932年，任鄞县文献委员会委员长，任上系统整理天一阁藏书、明州碑林、甬上证人书院（今白云庄）遗迹。二战胜利后于1946年出任国民政府上海高等法院秘书长。蒋经国“上海打虎”期间见市政腐败而引退，回乡任甬江女子中学（今宁波教育博物馆）国文教师。1949年后，任浙江省文史研究馆馆员。逝世前遗嘱捐献一生所藏文物及有“伏跗室”所藏10万余历代图书，为当世私家捐书之最，其中宋刻本《名臣碑传琬琰之集》、朝鲜官刻本《璿源系谱纪略先系》等世所罕见。

## 著作
冯曾协助张寿镛修《四明丛书》，又捐书五六十种珍本作其参考，并亲自校订张的文稿。又编《别宥斋善本书目》。著有《李长吉诗注》、《天一阁书目内编》、《伏跗室书目》、《錢忠介公年譜》等。

## 遗迹
- 伏跗室，冯氏藏书楼，今为文物保护单位。今有“冯孟颛纪念馆”[4]。